# Sobre a Liberdade da Vontade
Sobre a Liberdade da Vontade (em alemão:  Ueber die Freiheit des Willens) é um ensaio apresentado à Real Sociedade Norueguesa de Ciências em 1838 por Arthur Schopenhauer como uma resposta à pergunta acadêmica que eles haviam colocado: "É possível demonstrar o livre arbítrio humano a partir da autoconsciência?" É um dos ensaios constituintes de sua obra Die beiden Grundprobleme der Ethik (Os Dois Problemas Básicos da Ética).
Essencialmente, Schopenhauer afirmou que, como objetos fenomenais que aparecem para um espectador, os humanos não têm absolutamente nenhum livre-arbítrio. Eles são completamente determinados pela maneira como seus corpos reagem a estímulos e causas, e seus personagens reagem a motivos. Como coisas que existem além de serem aparências para observadores (noumenon), no entanto, a vida humana pode ser explicada como decorrente da liberdade da vontade (embora não de uma forma que satisfaça a teologia cristã e outras, como ele diz em outras obras).

## Histórico de publicações
On the Freedom of the Will foi escrito para um concurso de ensaios da Real Sociedade Norueguesa de Ciências e apresentado em 1838 com o título original On the Freedom of the Human Will (em alemão:  Ueber die Freiheit des menschlichen Willens). Foi agraciado com o prêmio em 26 de janeiro de 1839.
A obra foi republicada sob o título Prize Essay on the Freedom of the Will (em alemão:  Preisschrift über die Freiheit des Willens), juntamente com On the Basis of Morals, em The Two Fundamental Problems of Ethics (em alemão:  Die beiden Grundprobleme der Ethik) em setembro de 1840, com data de publicação em 1841.

## Resumo
Schopenhauer começou analisando os conceitos básicos de liberdade e autoconsciência. Ele afirmou que existem três tipos de liberdade; física, intelectual e moral (os termos às vezes eram usados na filosofia, como ele mostra no capítulo quatro).
- A liberdade física é a ausência de obstáculos físicos às ações. Essa abordagem negativa também pode ser expressa positivamente: somente é livre aquele que age de acordo com a própria vontade e nada mais. (Isso é comumente pensado para constituir a liberdade da vontade.) Mas quando esse significado simples é usado em conexão com a própria vontade e a resposta "a vontade é livre" é assumida – como com a pergunta "você pode querer o que você quis querer?" (e assim por diante, porque então sempre se pode perguntar a fonte do "disposto à vontade" e se ela foi livre) – acaba-se cometendo um erro de regressão infinita, porque sempre se busca uma vontade anterior à qual a atual adere. Também o verbo "pode", quando entendido fisicamente na questão acima, realmente não resolve o problema satisfatoriamente, por isso outros significados foram buscados.
- A liberdade intelectual resulta quando a mente tem um conhecimento claro dos motivos abstratos ou concretos para a ação. Isso ocorre quando a mente não é afetada por, por exemplo, paixão extrema ou substâncias que alteram a mente.
- A liberdade moral é a ausência de qualquer necessidade nas ações da pessoa. Como "necessário" significa "que o que decorre de uma dada base suficiente" – ao passo que, da mesma forma, todas as bases suficientes agem com necessidade (porque são suficientes), e, portanto, não há possibilidade de que uma causa não produza seu efeito – uma vontade contendo um elemento livre (liberum arbitrium) e, portanto, surgindo sem necessidade implicaria a existência de algo que não tem causa alguma e é completamente arbitrário e não afetado (liberum arbitrium indifferentiae, liberdade de vontade não influenciada por nada). Esta seria a parte indeterminada (enquanto fora isso algo poderia, possivelmente, ainda influenciar o homem).
- Autoconsciência é a consciência de uma pessoa de sua própria vontade, incluindo emoções e paixões.

No curso da análise, Schopenhauer declara que a oposição do necessário é conhecida como contingente ou incidental, que normalmente é encontrada no mundo real como apenas contingência relativa (uma coincidência) de dois eventos – dos quais ambos ainda têm suas causas e são necessários em relação para eles. Duas coisas são incidentais, ou contingentes, uma para a outra quando uma não causa a outra. Ele então deriva o conceito de contingência absoluta, estendendo o termo anterior de modo que não exista nenhuma base suficiente; tal coisa não seria incidental em relação a algo, mas em relação a tudo e a todos. Ele conclui que liberum arbitrium indifferentiae significaria exatamente tal incidente (uma chance), uma ocorrência absolutamente fortuita ou aleatória. Ele observa que com tal liberum arbitrium indifferentiae alguém seria igualmente capaz de fazer uma coisa ou outra.
De acordo com Schopenhauer, quando uma pessoa inspeciona sua autoconsciência, ela encontra a sensação de que "posso fazer o que quiser, desde que não seja impedida". Mas, Schopenhauer afirmou que isso é apenas liberdade física. Ele afirmou: "Você pode fazer o que quiser, mas em qualquer momento de sua vida você só pode fazer uma coisa definitiva e absolutamente nada além dessa coisa". Portanto, a pergunta da Royal Society foi respondida "Não".
Por outro lado, quando uma pessoa observa o mundo externo, ela descobre que qualquer mudança em uma coisa foi imediatamente precedida por uma mudança em alguma outra coisa. Essa sequência é vivida como um efeito necessário e sua causa. Os seres humanos experimentam três tipos de causas.
- Causa no sentido mais restrito da palavra refere-se a mudanças mecânicas, físicas e químicas em um objeto inorgânico. As leis do movimento de Newton descrevem essas mudanças.
- O estímulo é uma mudança que produz uma reação em um organismo desprovido de conhecimento, como a vegetação. Requer contato físico. O efeito está relacionado à duração e intensidade do estímulo.
- Motivação é causalidade que passa por uma mente consciente. O motivo só precisa ser percebido, não importa quanto tempo, quão próximo ou quão distinto ele apareça. Para os animais, o motivo deve estar imediatamente presente. Os seres humanos, no entanto, também podem responder a motivos que são conceitos abstratos e meros pensamentos. Portanto, os seres humanos são capazes de deliberação em que um motivo abstrato mais forte supera outros motivos e determina necessariamente a vontade de agir. Trata-se de uma liberdade relativa em que os seres humanos não são determinados por objetos que estão imediatamente presentes.

Posso fazer o que quiser: posso, se quiser, dar tudo o que tenho aos pobres e, assim, tornar-me pobre – se quiser! Mas não posso fazê-lo, porque os motivos opostos têm muito poder sobre mim para que eu possa fazê-lo. Por outro lado, se eu tivesse um personagem diferente, até na medida em que eu fosse um santo, então eu seria capaz de fazê-lo. Mas então eu não poderia deixar de querer, e por isso eu teria que fazê-lo.

— Capítulo III
Pouco como uma bola em uma mesa de bilhar pode se mover antes de receber um impacto, tão pouco um homem pode se levantar de sua cadeira antes de ser puxado ou conduzido por um motivo. Mas então sua ascensão é tão necessária e inevitável quanto o rolar de uma bola após o impacto. E esperar que alguém faça algo a que absolutamente nenhum interesse os impele é o mesmo que esperar que um pedaço de madeira se mova em minha direção sem ser puxado por uma corda.

— Capítulo III
Cada ser humano tem uma maneira única de reagir aos motivos. Isso é chamado de personagem. É a natureza da vontade individual. O caráter humano tem quatro atributos.
- Individual – Assim como a capacidade intelectual, o caráter de cada pessoa é diferente. Os atos não podem ser previstos apenas pelo conhecimento dos motivos. O conhecimento do caráter individual também é necessário para prever como uma pessoa agirá.
- Empírico – O caráter de outras pessoas ou de si mesmo só pode ser conhecido através da experiência. Somente vendo o comportamento real em uma situação é que o caráter pode ser conhecido.
- Constante – O caráter não muda. Permanece o mesmo ao longo da vida. Isso pressupõe sempre que uma pessoa é avaliada como resultado de suas ações passadas. Dadas as mesmas circunstâncias, o que foi feito uma vez será feito novamente. O comportamento, no entanto, pode mudar quando um personagem aprende a atingir seu objetivo por meio de uma maneira diferente de agir. Os meios mudam, mas não os fins. Este é o resultado da melhoria da cognição ou educação.
- Inata – Os personagens são determinados pela natureza, não pelo ambiente. Duas pessoas que foram criadas exatamente no mesmo ambiente exibirão personagens diferentes.

A virtude não pode ser ensinada. A tendência para o bem ou para o mal é resultado do caráter inato.
Duas ações são possíveis para uma determinada pessoa em determinadas circunstâncias? Não. Apenas uma ação é possível.
Uma vez que o caráter de uma pessoa permanece inalterado, se as circunstâncias de sua vida fossem inalteradas, sua vida poderia ter sido diferente? Não.
Tudo o que acontece, acontece necessariamente. A negação da necessidade remete à ideia de aleatoriedade absoluta, que dificilmente pode ser pensada; O mundo sem causalidade universal seria "aleatoriedade sem sentido".
Através daquilo que fazemos, descobrimos o que somos.
Desejar que algum evento não tenha ocorrido é uma autotortura boba, pois isso significa desejar algo absolutamente impossível.

É um erro pensar que motivos abstratos não têm efeitos necessários porque são meros pensamentos. Esse erro resulta na ilusão de que podemos ter consciência de ter livre-arbítrio. Na realidade, o motivo abstrato mais poderoso determina necessariamente a ação concreta.
Imaginemos um homem que, parado na rua, dissesse a si mesmo: "São seis horas da noite, o dia de trabalho acabou. Agora posso passear, ou posso ir ao clube; Também posso subir a torre para ver o pôr do sol; Posso ir ao teatro; Posso visitar este ou aquele amigo; na verdade, eu também posso sair correndo do portão, para o mundo amplo, e nunca mais voltar. Tudo isso depende estritamente de mim, nisso tenho total liberdade. Mas ainda assim não farei nada disso agora, mas com a mesma vontade livre irei para casa de minha esposa."

— Capítulo III
O quarto capítulo trata de importantes predecessores de Schopenhauer no tema. Entre outros, é citado Thomas Hobbes, que mostra que onde quer que se possa falar de uma condição necessária para uma coisa ou um evento (sem o qual eles não podem acontecer), essa coisa ou evento pode ser pensado como determinado, ocorrendo por necessidade e tendo uma causa suficiente bem definida. Essa causa é precisamente a soma de tais condições necessárias; não lhe falta nada do que é necessário para produzir o seu efeito. (Teoricamente, embora Schopenhauer não considere isso, uma realização específica de uma variável aleatória – como o mencionado liberum arbitrium indifferentiae – talvez ainda possa estar entre o conjunto de condições.) Os escritores cristãos e os do Iluminismo são mencionados, assim como a teodice e o problema do mal.

Depois de explicar como os atos decorrem com estrita necessidade de um determinado caráter e sua resposta a diferentes motivos, e depois de apresentar várias visões de pensadores famosos até então, Schopenhauer abordou a questão da liberdade moral e da responsabilidade. Todos têm um sentimento de responsabilidade pelo que fazem. Sentem-se responsáveis por seus atos. Eles estão certos de que eles mesmos fizeram seus atos. Para ter agido de forma diferente, uma pessoa teria que ser totalmente diferente. Schopenhauer afirmava que a necessidade de nossas ações pode coexistir com o sentimento de liberdade e responsabilidade de uma forma que foi explicada por Kant. Em sua Crítica da Razão Pura (A533-558) e Crítica da Razão Prática (Cap. III), Kant explicou essa convivência. Quando uma pessoa tem uma imagem mental de si mesma como um fenômeno existente no mundo experimentado, seus atos parecem ser estritamente determinados por motivos que afetam seu caráter. Isso é necessidade empírica. Mas quando essa pessoa sente seu ser interior como uma coisa-em-si, não um fenômeno, ela se sente livre. Segundo Schopenhauer, isso ocorre porque o ser interior ou coisa-em-si é chamado de vontade. Esta palavra "vontade" designa a analogia mais próxima daquilo que é sentido como o ser interior e a essência de uma pessoa. Quando sentimos nossa liberdade, estamos sentindo nossa essência interior e nosso ser, que é um livre-arbítrio transcendental. A vontade é livre, mas apenas em si mesma e não como sua aparência na mente de um observador. Quando aparece na mente de um observador, como o mundo experimentado, a vontade não parece livre. Mas, por causa dessa liberdade transcendental, em oposição à necessidade empírica, cada ato e ação é responsabilidade da própria pessoa. Temos responsabilidade por nossos atos porque o que somos é resultado de nossa essência interior e ser, que é um livre-arbítrio transcendentalmente livre (seus efeitos são os caracteres inatos de todas as pessoas). Somos o que a vontade transcendental, que somos, nos fez.
[M]an faz em todos os momentos apenas o que quer, e ainda assim ele faz isso necessariamente. Mas isso porque ele já é o que quer.

— Capítulo V